# Liste der Orte im Landkreis Würzburg
Die Liste der Orte im Landkreis Würzburg listet die 174 amtlich benannten Gemeindeteile (Hauptorte, Kirchdörfer, Pfarrdörfer, Dörfer, Weiler und Einöden) im Landkreis Würzburg auf.

## Systematische Liste
Alphabet der Städte und Gemeinden mit den zugehörigen Orten.
- Die Gemeinde Altertheim mit 3 Gemeindeteilen:
  - Pfarrdörfer Oberaltertheim und Unteraltertheim
  - Dorf Steinbach

- Die Stadt Aub mit 7 Gemeindeteilen:
  - Hauptort Aub
  - Pfarrdörfer Baldersheim und Burgerroth
  - Einöden Herrgottsmühle, Lämmermühle, Stelzenmühle und Ullenmühle

- Die Gemeinde Bergtheim mit 3 Gemeindeteilen:
  - Pfarrdörfer Bergtheim, Dipbach und Opferbaum

- Die Gemeinde Bieberehren mit 5 Gemeindeteilen:
  - Pfarrdörfer Bieberehren und Buch
  - Kirchdorf Klingen
  - Einöden Bergmühle und Franzenmühle

- Der Markt Bütthard mit 7 Gemeindeteilen:
  - Hauptort Bütthard
  - Pfarrdörfer Gaurettersheim und Oesfeld
  - Kirchdörfer Gützingen und Höttingen
  - Dorf Tiefenthal
  - Einöde Hetzenmühle

- Die Stadt Eibelstadt mit 2 Gemeindeteilen:
  - Hauptort Eibelstadt
  - Einöde Mainmühle

- Der Markt Eisenheim mit 4 Gemeindeteile:
  - Hauptort Obereisenheim
  - Kirchdorf Untereisenheim
  - Einöden Kaltenhausen und Schiffmühle

- Die Gemeinde Eisingen mit 2 Gemeindeteilen:
  - Pfarrdorf Eisingen
  - Gut Erbachshof

- Die Gemeinde Erlabrunn mit dem gleichnamigen Pfarrdorf

- Die Gemeinde Estenfeld mit 3 Gemeindeteilen:
  - Pfarrdorf Estenfeld
  - Kirchdorf Mühlhausen
  - Einöde Weiße Mühle

- Der Markt Frickenhausen am Main mit 2 Gemeindeteilen:
  - Hauptort Frickenhausen am Main
  - Weiler Markgrafenhöfe

- Die Gemeinde Gaukönigshofen mit 6 Gemeindeteilen:
  - Pfarrdörfer Acholshausen, Eichelsee, Gaukönigshofen, Rittershausen und Wolkshausen
  - Einöde Fuchsenmühle

- Der Markt Gelchsheim mit 3 Gemeindeteilen:
  - Hauptort Gelchsheim
  - Pfarrdorf Oellingen
  - Kirchdorf Osthausen

- Die Gemeinde Gerbrunn mit 2 Gemeindeteilen:
  - Pfarrdorf Gerbrunn
  - Gut Gieshügel

- Die Gemeinde Geroldshausen mit 2 Gemeindeteilen:
  - Pfarrdorf Geroldshausen
  - Kirchdorf Moos

- Der Markt Giebelstadt mit 10 Gemeindeteilen:
  - Hauptort Giebelstadt
  - Pfarrdörfer Eßfeld, Euerhausen, Ingolstadt in Unterfranken und Sulzdorf
  - Ehemalige Märkte Allersheim und Herchsheim
  - Einöden Kauzenmühle und Weidenmühle
  - Anstalt Klingholz

- Die Gemeinde Greußenheim mit 3 Gemeindeteilen:
  - Pfarrdorf Greußenheim
  - Einöden Mühle (obere) und Untere Mühle

- Die Gemeinde Güntersleben mit dem gleichnamigen Pfarrdorf

- Die Gemeinde Hausen bei Würzburg mit 7 Gemeindeteilen:
  - Pfarrdörfer Hausen und Rieden
  - Kirchdorf Erbshausen
  - Dorf Sulzwiesen
  - Einöden Fährbrück, Jobsthalerhof und Unterhof

- Der Markt Helmstadt mit 2 Gemeindeteilen:
  - Hauptort Helmstadt
  - Kirchdorf Holzkirchhausen

- Die Gemeinde Hettstadt mit 2 Gemeindeteilen:
  - Pfarrdorf Hettstadt
  - Weiler Hettstadterhof

- Der Markt Höchberg mit dem gleichnamigen Markt

- Die Gemeinde Holzkirchen mit 2 Gemeindeteilen:
  - Pfarrdorf Holzkirchen
  - Kirchdorf Wüstenzell

- Die Gemeinde Kirchheim mit 7 Gemeindeteilen:
  - Pfarrdörfer Gaubüttelbrunn und Kirchheim
  - Einöden Egenburgerhof, Eulenmühle, Geiersmühle, Mühle (obere) und Sellenbergerhof

- Die Gemeinde Kist mit 2 Gemeindeteilen:
  - Pfarrdorf Kist
  - Einöde Irtenberg

- Die Gemeinde Kleinrinderfeld mit 3 Gemeindeteilen:
  - Pfarrdorf Kleinrinderfeld
  - Dorf Limbachshof
  - Weiler Maisenbachhof

- Die Gemeinde Kürnach mit 4 Gemeindeteilen:
  - Pfarrdorf Kürnach
  - Einöden Grießmühle, Mühle (mittlere) und Mühle (obere)

- Die Gemeinde Leinach mit 2 Gemeindeteilen:
  - Pfarrdorf Leinach
  - Einöde Steinhaugshof

- Die Gemeinde Margetshöchheim mit dem gleichnamigen Pfarrdorf

- Der Markt Neubrunn mit 2 Gemeindeteilen:
  - Hauptort Neubrunn
  - Pfarrdorf Böttigheim

- Die Gemeinde Oberpleichfeld mit dem gleichnamigen Pfarrdorf

- Die Stadt Ochsenfurt mit 16 Gemeindeteilen:
  - Hauptort Ochsenfurt
  - Pfarrdörfer Darstadt, Erlach, Goßmannsdorf am Main, Hohestadt, Hopferstadt, Kleinochsenfurt, Tückelhausen und Zeubelried
  - Weiler Kaltenhof
  - Einöden Blunzenmühle, Fuchsenmühle, Mönchsmühle, Oelmühle, Rothmühle und Scheckenmühle

- Die Gemeinde Prosselsheim mit 4 Gemeindeteilen:
  - Pfarrdorf Prosselsheim
  - Kirchdorf Püssensheim
  - Dorf Seligenstadt bei Würzburg
  - Gut Seligenstadt

- Der Markt Randersacker mit 2 Gemeindeteilen:
  - Hauptort Randersacker
  - Pfarrdorf Lindelbach

- Der Markt Reichenberg mit 7 Gemeindeteilen:
  - Hauptort Reichenberg
  - Pfarrdörfer Albertshausen und Uengershausen
  - Kirchdorf Lindflur
  - Ehemaliger Markt Fuchsstadt
  - Einöde Chaussee-Wirthshaus
  - Forsthaus Guttenberg

- Der Markt Remlingen mit 2 Gemeindeteilen:
  - Hauptort Remlingen
  - Einöde Holzmühle

- Die Gemeinde Riedenheim mit 4 Gemeindeteilen:
  - Pfarrdörfer Riedenheim und Stalldorf
  - Weiler Lenzenbrunn und Oberhausen

- Der Markt Rimpar mit 5 Gemeindeteilen:
  - Hauptort Rimpar
  - Pfarrdorf Gramschatz
  - Kirchdorf Maidbronn
  - Einöden Grundmühle und Veitsmühle

- Die Stadt Röttingen mit 4 Gemeindeteilen:
  - Hauptort Röttingen
  - Pfarrdörfer Aufstetten und Strüth
  - Einöde Gossenmühle

- Die Gemeinde Rottendorf mit 3 Gemeindeteilen:
  - Pfarrdorf Rottendorf
  - Kirchdorf Rothof
  - Gut Wöllriederhof

- Der Markt Sommerhausen mit dem gleichnamigen Markt

- Die Gemeinde Sonderhofen mit 5 Gemeindeteilen:
  - Pfarrdörfer Bolzhausen, Sächsenheim und Sonderhofen
  - Einöden Holzmühle und Wiesenmühle

- Die Gemeinde Tauberrettersheim mit dem gleichnamigen Pfarrdorf

- Die Gemeinde Theilheim mit dem gleichnamigen Pfarrdorf

- Die Gemeinde Thüngersheim mit dem gleichnamigen Pfarrdorf

- Die Gemeinde Uettingen mit dem gleichnamigen Pfarrdorf

- Die Gemeinde Unterpleichfeld mit 6 Gemeindeteilen:
  - Pfarrdorf Unterpleichfeld
  - Kirchdörfer Burggrumbach, Hilpertshausen und Rupprechtshausen
  - Einöden Schloßmühle und Seemühle

- Die Gemeinde Veitshöchheim mit 2 Gemeindeteilen:
  - Pfarrdorf Veitshöchheim
  - Kirchdorf Gadheim

- Die Gemeinde Waldbrunn mit dem gleichnamigen Pfarrdorf

- Die Gemeinde Waldbüttelbrunn mit 3 Gemeindeteilen:
  - Pfarrdörfer Roßbrunn und Waldbüttelbrunn
  - Kirchdorf Mädelhofen

- Der Markt Winterhausen mit dem gleichnamigen Markt

- Der Markt Zell am Main mit 2 Gemeindeteilen:
  - Hauptort Zell am Main
  - Kloster Oberzell

## Alphabetische Liste
In Fettschrift erscheinen die Orte, die namengebend für die Gemeinde sind.

### A
- Acholshausen zu Gaukönigshofen
- Albertshausen zu Reichenberg
- Allersheim zu Giebelstadt
- Aub
- Aufstetten zu Röttingen

### B
- Baldersheim zu Aub
- Bergmühle zu Bieberehren
- Bergtheim
- Bieberehren
- Blunzenmühle zu Ochsenfurt
- Bolzhausen zu Sonderhofen
- Böttigheim zu Neubrunn
- Buch zu Bieberehren
- Burgerroth zu Aub
- Burggrumbach zu Unterpleichfeld
- Bütthard

### C
- Chaussee-Wirthshaus zu Reichenberg

### D
- Darstadt zu Ochsenfurt
- Dipbach zu Bergtheim

### E
- Egenburgerhof zu Kirchheim
- Eibelstadt
- Eichelsee zu Gaukönigshofen
- Eisingen
- Erbachshof zu Eisingen
- Erbshausen zu Hausen b.Würzburg
- Erlabrunn
- Erlach zu Ochsenfurt
- Eßfeld zu Giebelstadt
- Estenfeld
- Euerhausen zu Giebelstadt
- Eulenmühle zu Kirchheim

### F
- Fährbrück zu Hausen b.Würzburg
- Franzenmühle zu Bieberehren
- Frickenhausen a.Main
- Fuchsenmühle zu Gaukönigshofen
- Fuchsenmühle zu Ochsenfurt
- Fuchsstadt zu Reichenberg

### G
- Gadheim zu Veitshöchheim
- Gaubüttelbrunn zu Kirchheim
- Gaukönigshofen
- Gaurettersheim zu Bütthard
- Geiersmühle zu Kirchheim
- Gelchsheim
- Gerbrunn
- Geroldshausen
- Giebelstadt
- Gieshügel zu Gerbrunn
- Gossenmühle zu Röttingen
- Goßmannsdorf am Main zu Ochsenfurt
- Gramschatz zu Rimpar
- Greußenheim
- Grießmühle zu Kürnach
- Grundmühle zu Rimpar
- Güntersleben
- Guttenberg zu Reichenberg
- Gützingen zu Bütthard

### H
- Hausen b.Würzburg
- Helmstadt
- Herchsheim zu Giebelstadt
- Herrgottsmühle zu Aub
- Hettstadt
- Hettstadterhof zu Hettstadt
- Hetzenmühle zu Bütthard
- Hilpertshausen zu Unterpleichfeld
- Höchberg
- Hohestadt zu Ochsenfurt
- Holzkirchen
- Holzkirchhausen zu Helmstadt
- Holzmühle zu Remlingen
- Holzmühle zu Sonderhofen
- Hopferstadt zu Ochsenfurt
- Höttingen zu Bütthard

### I
- Ingolstadt zu Giebelstadt
- Irtenberg zu Kist

### J
- Jobsthalerhof zu Hausen b.Würzburg

### K
- Kaltenhausen zu Eisenheim
- Kaltenhof zu Ochsenfurt
- Kauzenmühle zu Giebelstadt
- Kirchheim
- Kist
- Kleinochsenfurt zu Ochsenfurt
- Kleinrinderfeld
- Klingen zu Bieberehren
- Klingholz zu Giebelstadt
- Kürnach

### L
- Lämmermühle zu Aub
- Leinach
- Lenzenbrunn zu Riedenheim
- Limbachshof zu Kleinrinderfeld
- Lindelbach zu Randersacker
- Lindflur zu Reichenberg

### M
- Mädelhofen zu Waldbüttelbrunn
- Maidbronn zu Rimpar
- Mainmühle zu Eibelstadt
- Maisenbachhof zu Kleinrinderfeld
- Margetshöchheim
- Markgrafenhöfe zu Frickenhausen a.Main
- Mönchsmühle zu Ochsenfurt
- Moos zu Geroldshausen
- Mühle (mittlere) zu Kürnach
- Mühle (obere) zu Greußenheim
- Mühle (obere) zu Kirchheim
- Mühle (obere) zu Kürnach
- Mühlhausen zu Estenfeld

### N
- Neubrunn

### O
- Oberaltertheim zu Altertheim
- Obereisenheim zu Eisenheim
- Oberhausen zu Riedenheim
- Oberpleichfeld
- Oberzell zu Zell a.Main
- Ochsenfurt
- Oellingen zu Gelchsheim
- Oelmühle zu Ochsenfurt
- Oesfeld zu Bütthard
- Opferbaum zu Bergtheim
- Osthausen zu Gelchsheim

### P
- Prosselsheim
- Püssensheim zu Prosselsheim

### R
- Randersacker
- Reichenberg
- Remlingen
- Rieden zu Hausen b.Würzburg
- Riedenheim
- Rimpar
- Rittershausen zu Gaukönigshofen
- Roßbrunn zu Waldbüttelbrunn
- Rothmühle zu Ochsenfurt
- Rothof zu Rottendorf
- Rottendorf
- Röttingen
- Rupprechtshausen zu Unterpleichfeld

### S
- Sächsenheim zu Sonderhofen
- Scheckenmühle zu Ochsenfurt
- Schiffmühle zu Eisenheim
- Schloßmühle zu Unterpleichfeld
- Seemühle zu Unterpleichfeld
- Seligenstadt zu Prosselsheim
- Seligenstadt bei Würzburg zu Prosselsheim
- Sellenbergerhof zu Kirchheim
- Sommerhausen
- Sonderhofen
- Stalldorf zu Riedenheim
- Steinbach zu Altertheim
- Steinhaugshof zu Leinach
- Stelzenmühle zu Aub
- Strüth zu Röttingen
- Sulzdorf zu Giebelstadt
- Sulzwiesen zu Hausen b.Würzburg

### T
- Tauberrettersheim
- Theilheim
- Thüngersheim
- Tiefenthal zu Bütthard
- Tückelhausen zu Ochsenfurt

### U
- Uengershausen zu Reichenberg
- Uettingen
- Ullenmühle zu Aub
- Unteraltertheim zu Altertheim
- Untere Mühle zu Greußenheim
- Untereisenheim zu Eisenheim
- Unterhof zu Hausen b.Würzburg
- Unterpleichfeld

### V
- Veitshöchheim
- Veitsmühle zu Rimpar

### W
- Waldbrunn
- Waldbüttelbrunn
- Weidenmühle zu Giebelstadt
- Weiße Mühle zu Estenfeld
- Wiesenmühle zu Sonderhofen
- Winterhausen
- Wolkshausen zu Gaukönigshofen
- Wöllriederhof zu Rottendorf
- Wüstenzell zu Holzkirchen

### Z
- Zell a.Main
- Zeubelried zu Ochsenfurt

| ↑ Zurück zum Inhaltsverzeichnis |